# Ездовые собаки

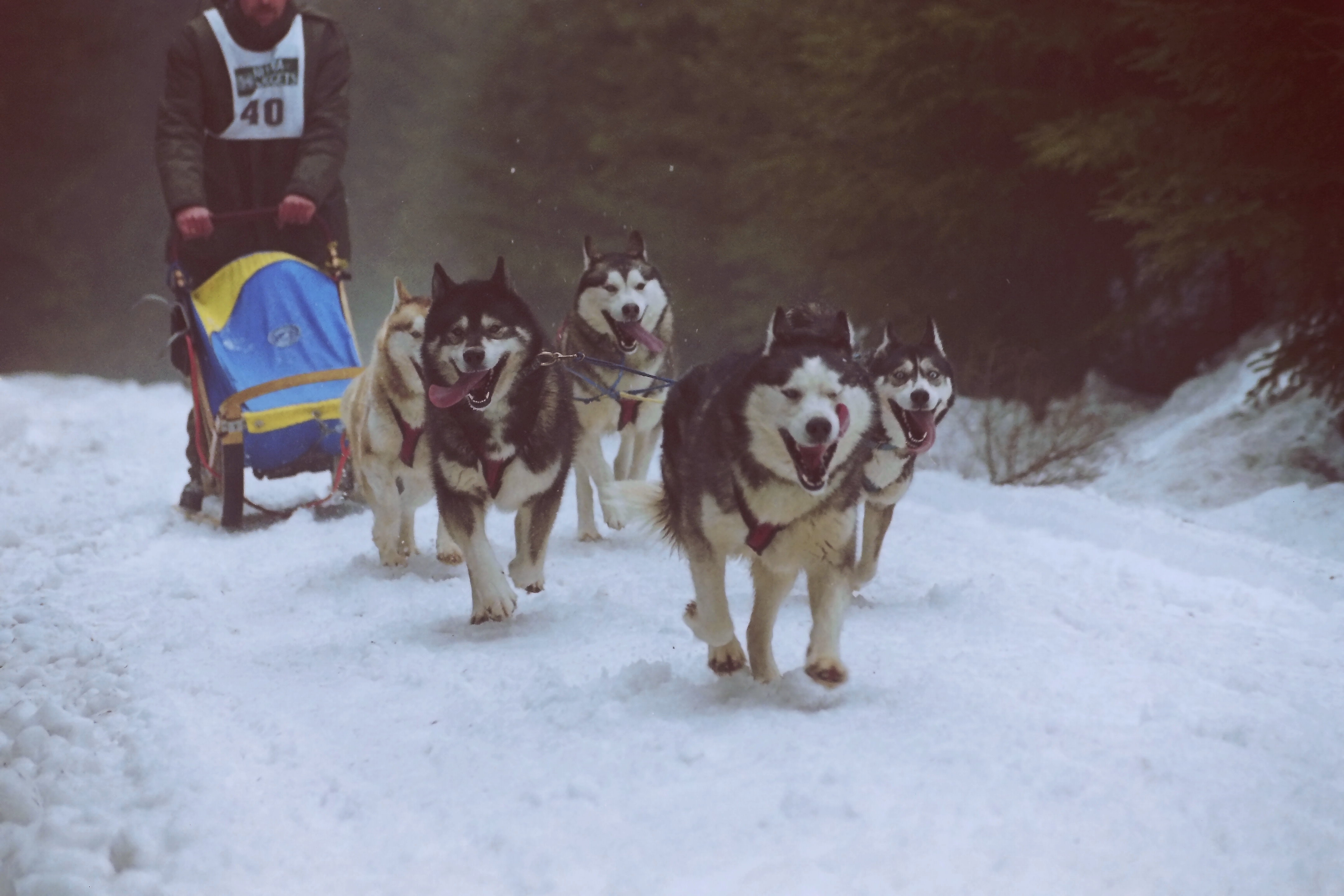
Упряжка ездовых хаски.

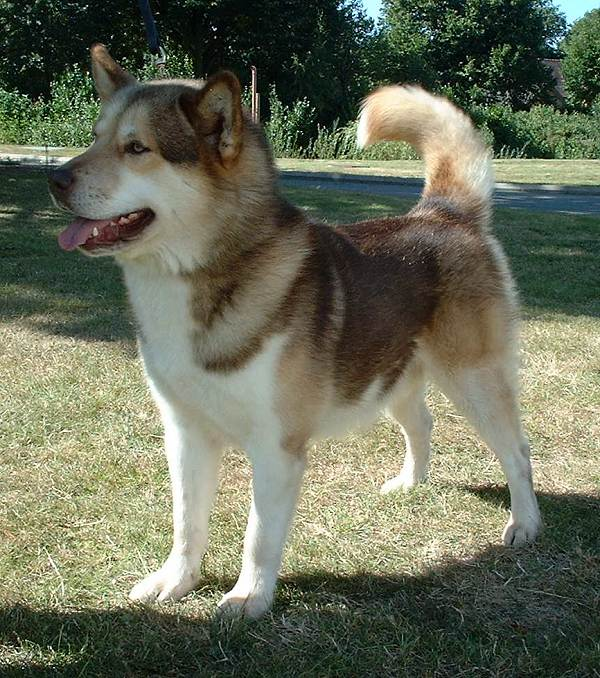
Гренландская собака (гренландский дог).

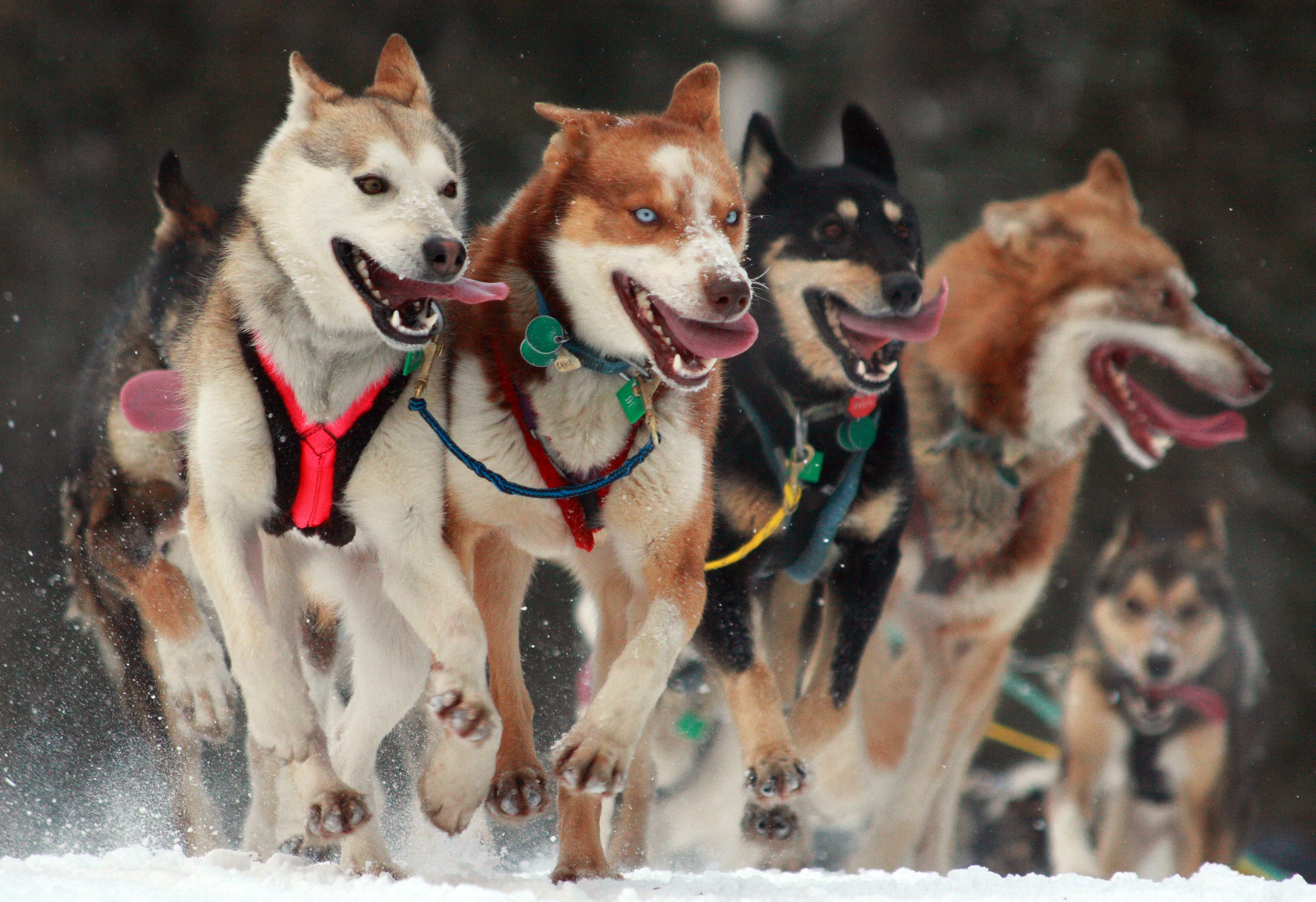
Собачья упряжка, Аляска.

Ездовые собаки — собаки, использующиеся как тяговая сила (гужевой транспорт) на снегу или льду, для буксировки лодок, для перевозки грузов и людей на нартах. 
Для ездовой работы применяются собаки определённых пород (хаски, маламут, самоед), у которых в ходе селекции закреплены необходимые для ездовых собак физические и психические качества.

## История
Древнейшие находки собачьей упряжи, нарт и костей собак были обнаружены на Новосибирских островах и, согласно радиоуглеродному анализу, имеют возраст 7800—8000 лет.
На территории России до 1950-х годов существовали, по Э. И. Шерешевскому (1946 год), другим авторам и архивным материалам, следующие аборигенные породы ездовых собак: гиляцкая (амурская и сахалинская группы), камчатская (ительменская и корякская группы), анадырская, чукотская, якутская (индигирская и колымская группы), енисейская (несколько групп).
Оба полюса Земли были покорены на собачьих упряжках. Северный полюс — экспедиция Роберта Пири (1909 год), Южный — экспедиция Руаля Амундсена (1911 год).
Самый длительный арктический переход на собачьих упряжках составил 10 000 километров, от Уэлена до Мурманска, в ходе полярной экспедиции газеты «Советская Россия» в 1982—1983 годах.
Известное событие с участием ездовых собак — «Великая гонка милосердия» 1925 года, в ходе которой в населённые пункты Аляски была срочно доставлена противодифтерийная сыворотка.

## Породы ездовых собак

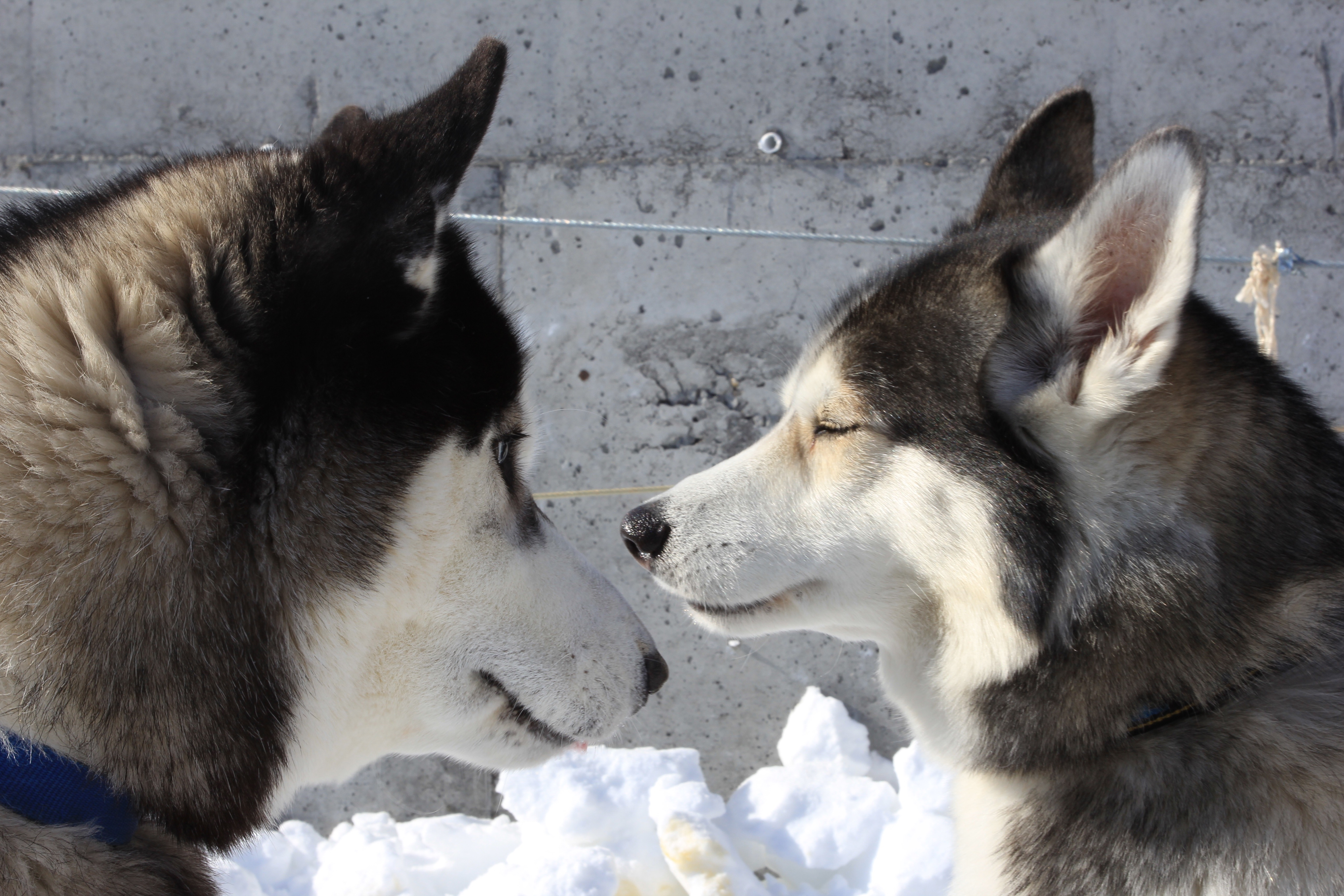

- Хаски:
  - Аляскинский хаски
  - Сахалинский хаски
  - Сибирский хаски
  - Маккензи Ривер Хаски
- Аляскинский маламут
- Гренландская собака
- Лапонская ездовая
- Норвежская ездовая
- Самоедская собака
- Чинук
- Чукотская ездовая
- Канадская эскимосская лайка
- Якутская лайка
- Камчатская ездовая
- Таймырская ездовая
- Сибирская ездовая собака Сеппала

## Упряжка

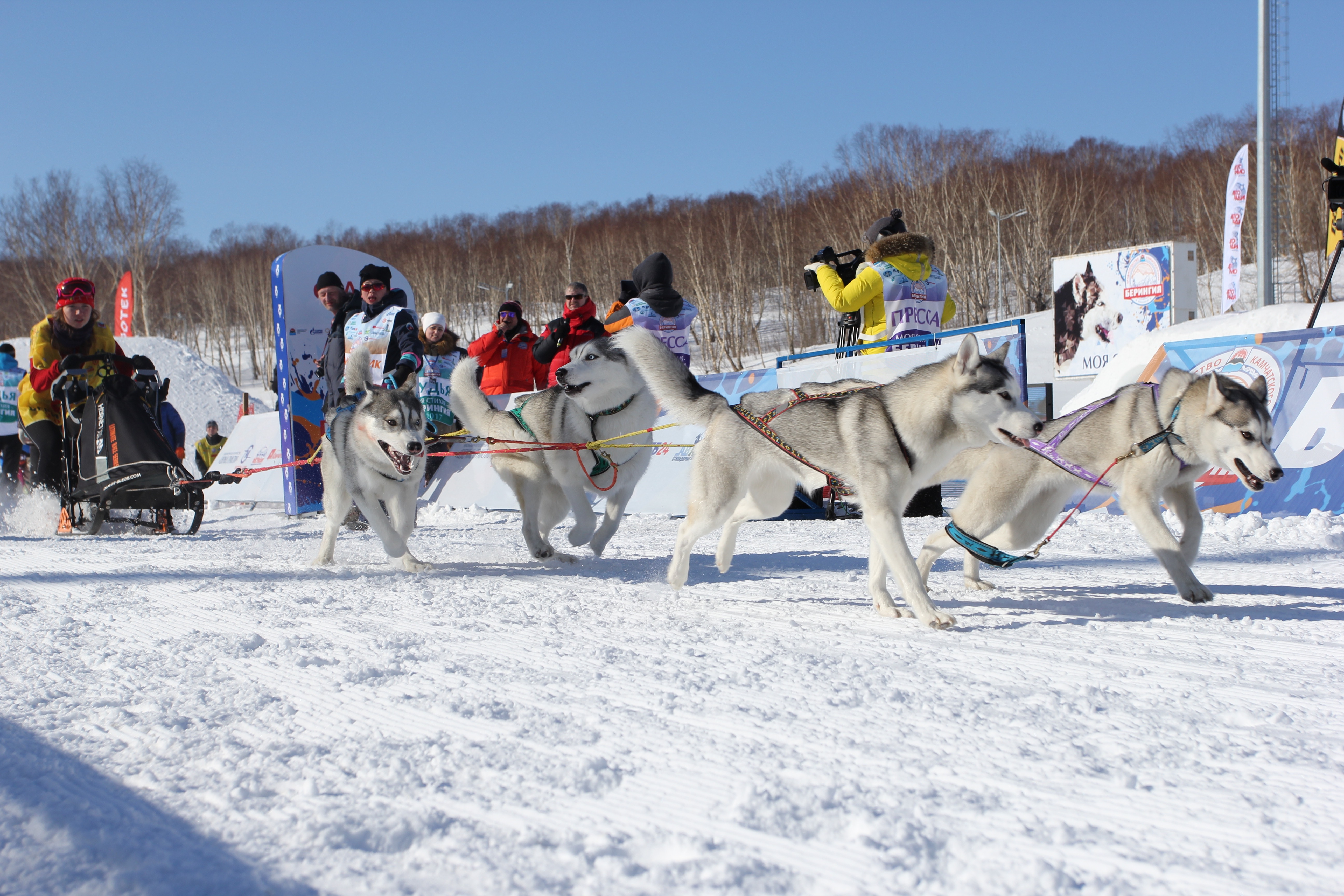
Гонка «Берингия» на Камчатке

В ездовую упряжку запрягают от 6 до 12 собак. Упряжка собак может пройти 100 км за 12 часов, рекордные переходы доходят до 250 км за сутки. Упряжка движется со скоростью до 20 км в час, при перевозке грузов - 10 км в час.
Собак запрягают цугом - попарно или ёлочкой, в голову упряжки ставят самых лёгких собак, которым проще утаптывать рыхлый снег. Тяжёлых и мощных собак запрягают ближе к нартам. На собак надевают упряжные шлейки, которые крепят к ременному середняку, или потягу. При движении по льду собакам надевают кожаные чулочки, несильно подвязывая их к запястью. В сильный мороз надевают меховые подбрюшники. 
Управляют собаками голосом. Кормят их один раз в день, вечером. На ночёвку собак привязывают на расстоянии друг от друга, выбирая места, где каждая собака может выкопать себе ямку для сна. 
Ездовых собак начинают обучать в 6-месячном возрасте. Собаки бегают в упряжке в возрасте от 1 года до 10-12 лет. Кобелей обычно кастрируют. В запряжку включают 1-2 суки.

## Спорт

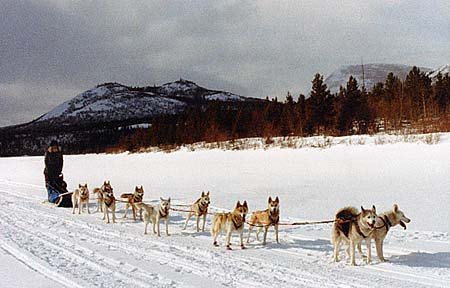
Ездовые собаки.

В настоящее время в ездовом спорте существует разделение на два подвида: снежные дисциплины и бесснежные (драйленд). Драйленд-дисциплины (от англ. dryland — «сухая земля») проводятся по любому твёрдому покрытию без снега. Самые известные из них: каникросс (собака буксирует бегущего спортсмена), байк-джоринг (животное буксирует велосипед), картинг (собака буксирует специальный карт, управляемый человеком) и скутеринг (спортсмен находится на специальном скутере для собачьей упряжки).

## См. также

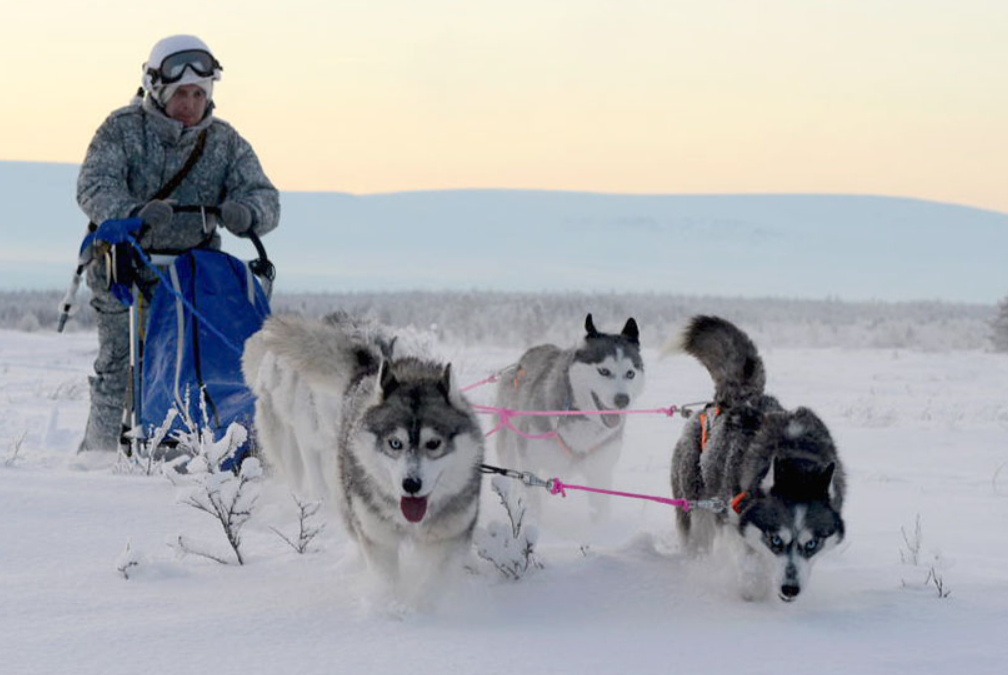
Разведчики Северного флота на учениях с ездовыми собаками.